# 릴리 트러스콧
릴리 트러스콧(Lilly Truscott)는 한나 몬타나의 등장인물이다. 마일리 스튜어트의 절친이다. 1화에서 마일리 스튜어트의 정체를 알게 되며, 그 후 매니저처럼 따라다닌다. 이 때는 롤라 라는 이름으로 다닌다.